# نیروی محرک مغناطیسی
نیروی محرک مغناطیسی (یکای اس‌آی: آمپر) به هر گونه نیروی محرک فیزیکی گفته می‌شود که شار مغناطیسی تولید می‌کند. در اینجا عبارت «نیروی محرک» برای اشاره به مفهوم کلی «پتانسیل کار» استفاده شده و قابل قیاس با (اما متفاوت از) نیروی اندازه‌گیری شده در واحد نیوتون است.
نامگذاری نیروی محرک مغناطیسی بر پایهٔ مشابه بودن نقش آن در مدارهای مغناطیسی با نقش نیروی محرک الکتریکی (ولتاژ) در مدارهای الکتریکی است.

## معادله
نیروی مغناطیسی {\displaystyle {\mathcal {F}}} در یک القاگر یا آهنربای الکتریکی تشکیل‌شده از سیم‌پیچِ مفتولی از فرمول زیر بدست می‌آید:
{\displaystyle {\mathcal {F}}=NI}
که در آن N تعداد دورهای مفتول در سیم‌پیچ و I جریان داخل سیم‌پیچ است.
معادله برای شار مغناطیسی در یک مدار مغناطیسی که گاهی با نام قانون هاپکینسون (به انگلیسی: Hopkinson's law) شناخته می‌شود، به صورت زیر خواهد بود:
{\displaystyle {\mathcal {F}}=\Phi {\mathcal {R}}}
که در آن Φ شار مغناطیسی و {\displaystyle {\mathcal {R}}} رلوکتانس مدار مغناطیسی است. در این معادله دیده می‌شود که نیروی محرک مغناطیسی نقشی مشابه ولتاژ در قانون اهم(V = IR) بازی می‌کند.